# Kleptochthonius henroti
Kleptochthonius henroti är en spindeldjursart som först beskrevs av Max Vachon 1952.  Kleptochthonius henroti ingår i släktet Kleptochthonius och familjen käkklokrypare. Inga underarter finns listade i Catalogue of Life.